# یوهان یورت
یوهان یورت (به انگلیسی : Johan Hart ‎; متولد ۱۸ فوریهٔ ۱۸۶۹ – متوفی ۷ اکتبر ۱۹۴۸) دانشمند در زمینهٔ زیست شناسی دریایی اهل نروژ بود.
وی همچنین برندهٔ جوایزی همچون مدال الکساندر اگسیز شده‌است.

## کودکی و جوانی
یوهان یورت اولین فرزند پدری چشم پزشک بود. یکی از برادران او همان مهندس  آلف یورت 
معروف است  که  بعنوان  یکی از مدیران در  طراحی  تونلهای زیرآب در شهر نیویورک ،  سهم  قابل ملاحظه ای داشته است. یوهان یورت ابتدا قصد داشت در رشته جانورشناسی تحصیل کند . اما در عمل برای جلب رضایت پدرش سالهای نخست تحصیلات عالی را صرف رشته پزشکی کرد. با این حال بعد از مشورت با فریتیوف نانسن ، تصمیم گرفت به خواستهٔ دل عمل کند و از اینرو برای تحصیل در رشته جانورشناسی به مونیخ سفر کرد. در آنجا در رشته جانورشناسی تحت نظر
Richard Hertwig  وارد دانشگاه مونیخ شد. سپس او در ناپل روی یک مسئله  جنینی  مشغول تحقیق شد. امری که به دریافت درجه دکترا در سال ۱۸۹۲ از دانشگاه مونیخ  انجامید. یعنی زمانی که تنها ۲۳ سال از عمر او میگذشت. پس از مدتی او به نروژ بازگشت و در نروژ بعنوان متصدی  موزه جانورشناسی دانشگاه  مشغول کار شد. در دانشگاه او موفق به ایجاد  نوآوری و نوسازی در دوره های آموزشی شد. در ۱۸۹۴ یوهان یورت به عنوان جانشین «G. O. Sars » به عضویت کمیته تحقیق علوم و  شیلات در آمد. او یکسال بعد از حضورش در دانشگاه ینا در سال ۱۸۹۷  بعنوان رئیس ایستگاه زیست شناسی دانشگاه در دراباک منصوب شد.

## کارنامه جهانی
یوهان یورت از سال ۱۹۰۰ تا ۱۹۱۶ میلادی  مدیر انستیتوی تحقیقات دریایی نروژ در برگن بود.  نفوذی که او در سالهای جوانی در خارج از کشور کسب کرده بود؛ باعث حفظ ارتباط او با مراکز علمی و تحقیقاتی  بین المللی شده بود. یوهان یورت یکی از بنیانگذاران شورای بین المللی اکتشاف دریا  محسوب میشد. در سال ۱۹۰۹ سر جان موری  در نامه ای  به دولت نروژ نوشت که اگر دولت نروژ، کشتی مایكل سارس  را برا ی یك سفر تحقیقاتی ۴ ماهه، تحت سرپرستی علمی یوهان یورت به آنها قرض دهند ؛ سر جان موری خود شخصاً همه هزینه ها را تقبل خواهد کرد.  بعد از مقدماتی که یک زمستان به درازا کشید.این امر در آن زمان ، نهایتاً منجر به وقوع یکی از جسورانه ترین سفرهای علمی  در اقیانوس شناسی گردید. کتاب «عمق اقیانوس»  به سرعت به اثری کلاسیک در حوزهٔ اقیانوس شناسی و  طبیعت شناسی تبدیل شد.
از ۱۹۰۲ میلادی  تا سال ۱۹۳۸ یوهان یورت  نمایندهٔ دولت نروژ در سازمان  شورای بین المللی اکتشاف دریا  ICES بود.  در سال ۱۹۳۸ او بعنوان رئیس این شورا انتخاب شد. مقامی که او تا  زمان مرگ  یعنی روز  ۷ اکتبر سال ۱۹۴۸ میلادی همچنان حفظ کرد.